# Oulad Abdoun Basin

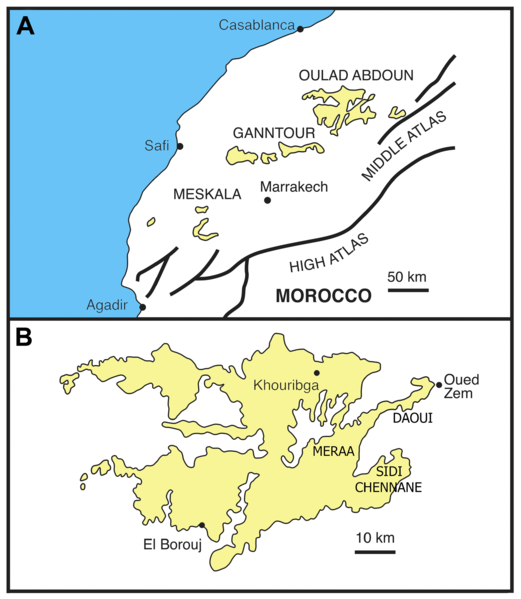
The Oulad Abdoun and other major phosphate basins (in yellow) of Morocco

Oulad Abdoun Basin (còn được gọi là Abdoun Basin Ouled hay Khouribga Basin) là một bể trầm tích phosphat nằm ở Maroc, gần thành phố Khouribga. Nó là mỏ lớn nhất của Maroc, chứa 44% trữ lượng phosphat của Maroc, và ít nhất 26800 triệu tấn phân lân.  Nó cũng được biết đến như là một địa điểm khảo cổ quan trọng với nhiều hóa thạch của đông vật có xương sống, có niên đại từ Creta muộn (Tầng Cenoman - Tầng Turon) đến thế Eocene(Tầng Ypres), khoảng 25 triệu năm

## Địa lý
Oulad Abdoun nằm ở phía tây của dãy núi Atlas, gần thành phố Khouribga. Các mỏ phosphat Oulad Abdoun có tổng chiều dài 100 km, rộng 45 km, có diện tích 4.500 km vuông. The Oulad Abdoun là mỏ phosphat lớn nhất và xa nhất về phía bắc của Maroc, từ đông bắc đến tây nam, gồm các mỏ Ganntour, Meskala, và Oued Eddahab (Laayoune-Baa).

## Thành phần động vật

### Bò sát

#### Plesiosaurs
- Zarafasaura- Tầng Maastricht[4]

#### Cá sấu
- Arambourgisuchus- Thanetian[5]
- Ocepesuchus- Tầng Maastricht[6]

#### Rùa
- Argillochelys africana [7]
- Bothremys kellyi [8]
- Ocepechelon- Tầng Maastricht[9]

### Động vật có vú
Động vật có vú là tương đối hiếm ở các mỏ, bao gồm có Afrotherians, ungulatesvà tổ tiên Proboscideans.

#### Móng guốc
- Abdounodus-Tầng Thanet-Tầng Ypres[10]
- Ocepeia- Tầng Seland-Tầng Thanet[10]

#### Probosicidea
- Daouitherium -Tầng Ypres[11]
- Eritherium – Tầng Thanet[12]
- Phosphatherium- Tầng Seland

#### Creodonta
- Lahimia (Hyaenodontidae)- (Tầng Thanet)
- Boualitomus (Hyaenodontidae)- Tầng Ypres

### Chim
Hóa thạch chim rất phổ biến trong các trầm tích, bao gồm các loài chim cổ nhất ở châu Phi. Có ít nhất ba bộ và một số họ của các loài chim biển như Bộ Hải âu (chim hải âu và petrel, hóa thạch là của Diomedeidae và Họ Hải âu), Bộ Bồ nông (bồ nông và các họ hàng, các hóa thạch là của Phaethontidae, Prophaethontidae, Fregatidae và Pelagornithidae), và Bộ Ngỗng (chim nước, bao gồm cả hóa thạch Presbyornithidae).